# Lordegān (kommunhuvudort i Iran)
Lordegān (persiska: لُرد جَن, Lordgān, لردگان) är en kommunhuvudort i Iran.   Den ligger i provinsen Chahar Mahal och Bakhtiari, i den centrala delen av landet, 500 km söder om huvudstaden Teheran. Lordegān ligger 1 592 meter över havet och antalet invånare är 40 000.
Terrängen runt Lordegān är varierad. Lordegān ligger nere i en dal.Runt Lordegān är det ganska glesbefolkat, med 38 invånare per kvadratkilometer. Lordegān är det största samhället i trakten. Omgivningarna runt Lordegān är i huvudsak ett öppet busklandskap.